# SWR
Standing wave ratio (Tỉ số sóng đứng)
Trong viễn thông, tỉ số sóng đứng SWR là tỉ lệ giữa biên độ một phần sóng đứng ở bụng sóng (Cực đại) với node liền kề (Điểm cực tiểu), trong một đường truyền dẫn điện.
Tỉ số SWR thường được định nghĩa như là một tỉ số điện áp gọi là VSWR, với Tỉ số sóng đứng điện áp. Ví dụ, giá trị VSWR 1.2:1 biểu thị biên độ sóng đứng lớn nhất lớn hơn gấp 1.2 lần giá trị biên độ sóng đứng nhỏ nhất. Nó cũng có thể được định nghĩa cho SWR dùng cho dòng (điện): ISWR, nó có cùng giá trị. TỈ số sóng đứng Công suất đượng định nghĩa như là bình phương của VSWR
Bài được dịch từ 